# マノエウ・レゼンデ・デ・マットス・カブラウ
ネリーニョ（Nelinho）ことマノエウ・レゼンデ・デ・マットス・カブラウ（Manoel Rezende de Mattos Cabral、1950年7月26日）は、ブラジル出身の元同国代表サッカー選手。

## 経歴
1971年にアメリカFCでデビューし、国内外のクラブを転々とした後、1973年からクルゼイロECへ移籍し、8年間に渡って在籍した。その後、アトレチコ・ミネイロに5年間在籍した後、引退した。
代表では、21試合に出場した。1978 FIFAワールドカップでは、右サイドバックのレギュラーを務め、3位決定戦のイタリア戦では、名手ディノ・ゾフを破る同点ゴールを挙げた。